# Антаново (Тверская область)
Антаново (Антоново) — деревня в Андреапольском районе Тверской области. Входит в Торопацкое сельское поселение.

## География
Расположена примерно в 14 верстах к востоку от села Торопаца на безымянном ручье.

## История
В конце XIX - начале XX века на месте деревни находилась усадьба Антоново, которая входила в Холмский уезд Псковской губернии..

## Население
| 2002 | 2010 |
| ---- | ---- |
| 1    | →1   |